# El tríptico
El tríptico (título original en italiano, Il trittico) es una colección de tres óperas de un acto cada una, con música de Giacomo Puccini. Las tres óperas son: Il tabarro, Suor Angelica y Gianni Schicchi. La obra se estrenó en la Metropolitan Opera House de Nueva York el 14 de diciembre de 1918. Cada una de las partes de esta trilogía pretendía corresponderse con las tres de la Divina Comedia de Dante: «Infierno» (Il tabarro), «Purgatorio» (Suor Angelica) y «Cielo» (Gianni Schicchi), y Puccini no quería que se representaran por separado.

## Historia

### Composición
Después del éxito de Tosca en 1900, Puccini empezó a planear una obra que comprendiese tres óperas en un acto. De hecho, está pensando en el rotundo éxito de Cavalleria rusticana de Pietro Mascagni. Después de la creación de Madame Butterfly en 1904, mientras está leyendo en un tren la Divina Comedia de Dante, comienza a pensar en una trilogía compuesto por un panel de tres óperas en un acto, cada una basada en un pasaje de la Divina Comedia. Sin embargo, al final sólo se basó en el poema épico de Dante para Gianni Schicchi. Durante largo tiempo estuvo dudando, como era normal en él. Quería tramas cortas que se desarrollaran en el espíritu de miniaturas. Por ejemplo, se mencionan las obras de Máximo Gorki. La elección de libretista también supuso problemas para Puccini, tras la muerte de Giuseppe Giacosa. Sin embargo, la idea de una trilogía, cuando los temas de cada una de las partes no se relacionan directamente entre sí sino que se presentan ante el público como complementarias, y donde las tres partes estarán representadas a lo largo de una misma tarde, hacen juntos su camino.
Poco a poco el proyecto toma forma. Puccini está entusiasmado por la pieza de Didier Gold, La Houppelande, que escuchó en París en 1912. Será una de las tres partes de la trilogía, Il tabarro, la primera que compuso. Es Giuseppe Adami quien escribirá el libreto, la ópera se inició en el verano de 1913, pero el compositor tuvo que pararse en otoño para escribir La rondine. El trabajo se reanudó en octubre de 1915 y terminó en noviembre de 1916. 
Por lo tanto, aún faltaban dos temas a Puccini. Poco después de terminar Il tabarro se le presentó un joven libretista, periodista, barítono y escritor llamado Giovacchino Forzano. Sometió dos temas a la consideración de Puccini, el de Suor Angelica que le conmovió y Gianni Schicchi que desarrolla unos versos de Dante, Puccini volvió con este tema a su primera idea. Fue uno de los raros casos en que Puccini no tuvo problemas con su libretista. Fue perfecto, al menos en la opinión del compositor. Éste se puso a componer Suor Angelica a partir de principios de 1917, lo abandonó provisionalmente para Gianni Schicchi, y lo terminó en septiembre. Tocó, muy orgulloso de su labor, el conjunto de esta ópera en el convento donde vivía una de sus hermanas, Iginia (la gripe de 1918 acabó con otra de sus hermanas durante este período 1917-1918). Un primer esbozo de Gianni Schicchi fue establecido el 20 de abril de 1918, a pesar de que las últimas revisiones se realizan más tarde aportados, en el curso del otoño. Puccini eligió el nombre pictórico de Trittico (Tríptico) para llamar al conjunto de su obra, así originalmente, abandonando el nombre más clásico de trilogía.
Puccini quiso hacer representar su obra en América porque en Europa existía riesgo por la guerra. Es uno de los pocos estrenos a los que no asistió, no osando arriesgarse a atravesar el océano.

### Representaciones
Las tres óperas fueron estrenadas en el Metropolitan Opera de Nueva York el 14 de diciembre de 1918. Las críticas de El tríptico eran mixtas; la mayor parte de los críticos se mostraban conformes en que Gianni Schicchi era la mejor de las tres óperas. Gianni Schicchi fue bien recibida por el público. Las otras dos fueron apreciadas después de algunos años. 
El tríptico se estrenó en Roma el 11 de enero de 1919. Puccini, que no estuvo presente en el estreno neoyorquino, acudió a la producción en el Teatro de la Ópera de Roma. La producción de Roma, especialmente Gianni Schicchi, recibió críticas positivas. Puccini se enfadó incluso con Toscanini, que no apreció Il tabarro, al que consideraba un "Gran guiñol", disgustándole el verismo exacerbado del tema. En un momento posterior de ese año, el tríptico se representó en el Teatro Colón de Buenos Aires (25 de junio) con compañías de ópera dirigidas por Tullio Serafín y en Chicago (6 de diciembre). 
Puccini también pretendía que las tres se interpretaran juntas, y escribió a la Casa Ricordi para quejarse de que dieran permiso en 1920 a la Royal Opera de Londres "para Tabarro y Schicchi sin Angelica". Con renuencia se mostró conforme en que las dos óperas se dieran en un programa con los Ballets Russes de Serge Diaghilev, pero cuando oyó que Il tabarro también había sido desdeñado, escribió a su amiga Sybil Seligman para decirle "Lamento profundamente que el Trittico se de en piezas – Di mi permiso para dos óperas, y no una, junto con el Ballet Ruso."
Pronto la mayor parte de las compañías de ópera empezaron a representar las óperas por separado; Gianni Schicchi al final sería la que se representa más a menudo de las tres. Actualmente, es bastante habitual ver solo una o dos de las obras del Tríptico en una tarde, y a veces una de ellas se empareja con otra ópera en un solo acto por un compositor diferente. Se suele abandonar Suor Angelica, y emparejar Il tabarro con I Pagliacci de Leoncavallo y Gianni Schicchi con L'Heure espagnole de Ravel, por ejemplo. De las tres, Gianni Schicchi hizo la carrera más honorable, en solitario, mientras que las otras dos fueron más o menos relegadas al olvido.
Una producción aclamada críticamente en la Metropolitan Opera se estrenó el 20 de abril de 2007, dirigida por Jack O'Brien y fue retransmitida por televisión en la serie "Great Performances at the Met" de la PBS. En esta producción Il tabarro se trasladó al año 1927, Suor Angelica se ambientó en 1938, y Gianni Schicchi se trasladó de 1299 a 1959.
Las partes más conocidas son las arias para soprano Senza mamma, de Suor Angelica, y Oh! mio babbino caro, de Gianni Schicchi.

## Argumento
Un desarrollo completo de cada ópera puede verse en sus artículos individuales

### Il tabarro
Lugar: Una barcaza sobre el Sena en París.
Tiempo: 1910.
La ópera es muy oscura y melancólica, llena de violencia relacionada con la ópera verista pero con momentos genuinamente puccinianos como el duo de soprano y tenor "E ben altro il mio sogno".

### Suor Angelica
Lugar: Un convento cerca de Siena.
Tiempo: Finales del siglo XVII.
Esta segunda ópera, la favorita personal de Puccini (pero normalmente la que se omite si sólo se representan dos óperas), es una historia conmovedora de redención religiosa. 

### Gianni Schicchi
Lugar: Florencia.
Tiempo: 1299.
La tercera ópera es la más popular, una farsa llena de avaricia y trucos.